# Sáfrányos zebralevél
A sáfrányos zebralevél (Calathea crocata) szobanövényként is ismert növényfaj, mely a nyílgyökérfélék (Marantaceae) családjában a zebralevél (Calathea) növénynemzetséghez tartozik.

## Megjelenése
Levele tojásdad alakú és mélyzöld. Alul sötétlila, inkább bordó színű. Szárai rövidek. Virága közepes méretű és vagy narancs vagy citromsárga színű. Szirmai egymáson helyezkednek el.

## Elterjedése
Dél-Amerika trópusi esőerdeiből származik.

## Egyéb
Levelei esténként függőleges alakot vesznek fel.

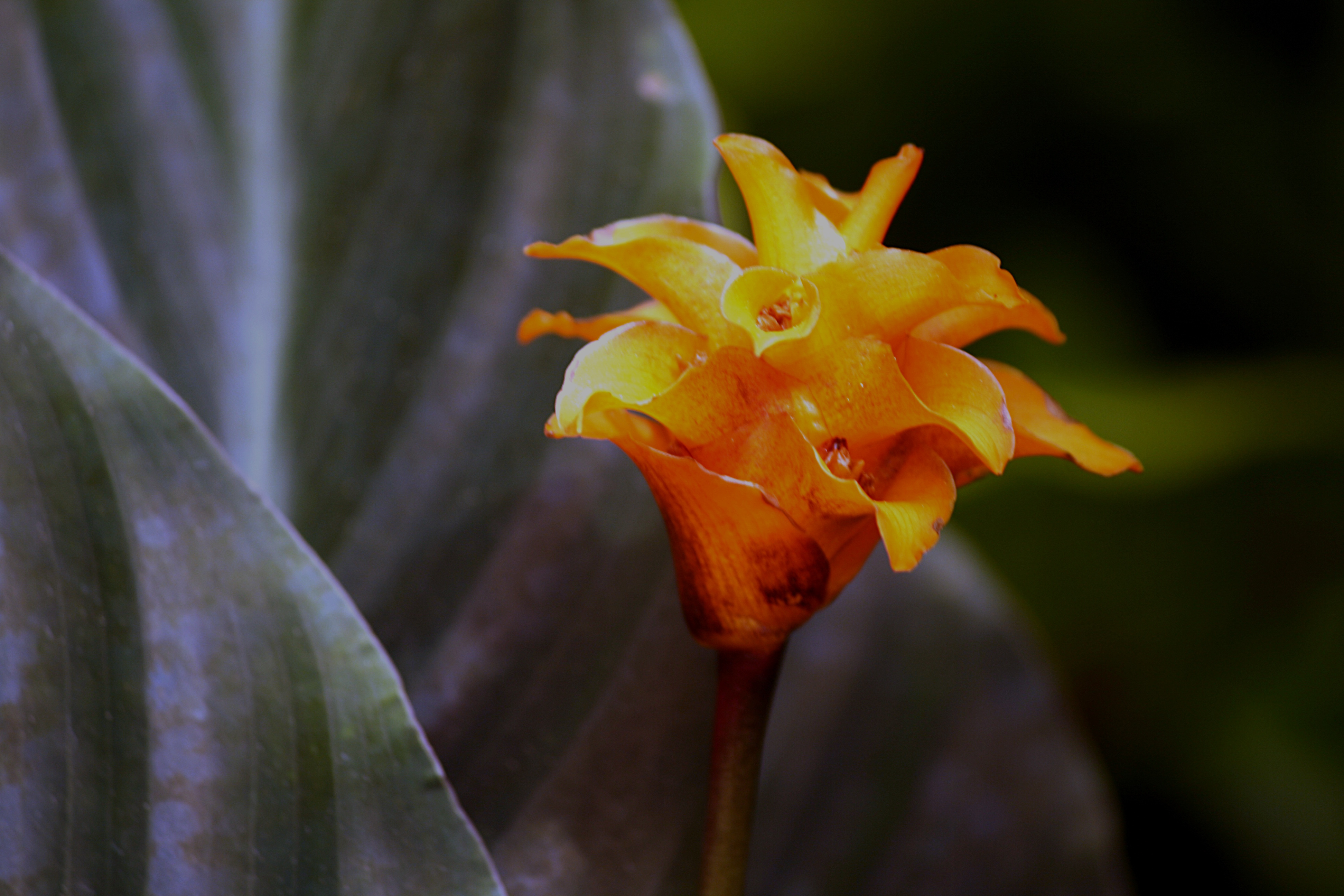
virága